# شین یه اون
شین یه اون (کره‌ای: 신예은؛ زادهٔ ۱۸ ژانویه ۱۹۹۸) بازیگر اهل کره جنوبی است. او بیشتر به خاطر ایفای نقش در مجموعه‌های اینترنتی ای-تین و دنبالهٔ آن ای-تین ۲ شناخته می‌شود. او همچنین در مجموعه‌های تلویزیونی افتخار و جونگ‌نیون: تولد ستاره نیز حضور پیدا کرده‌است.

## حرفه

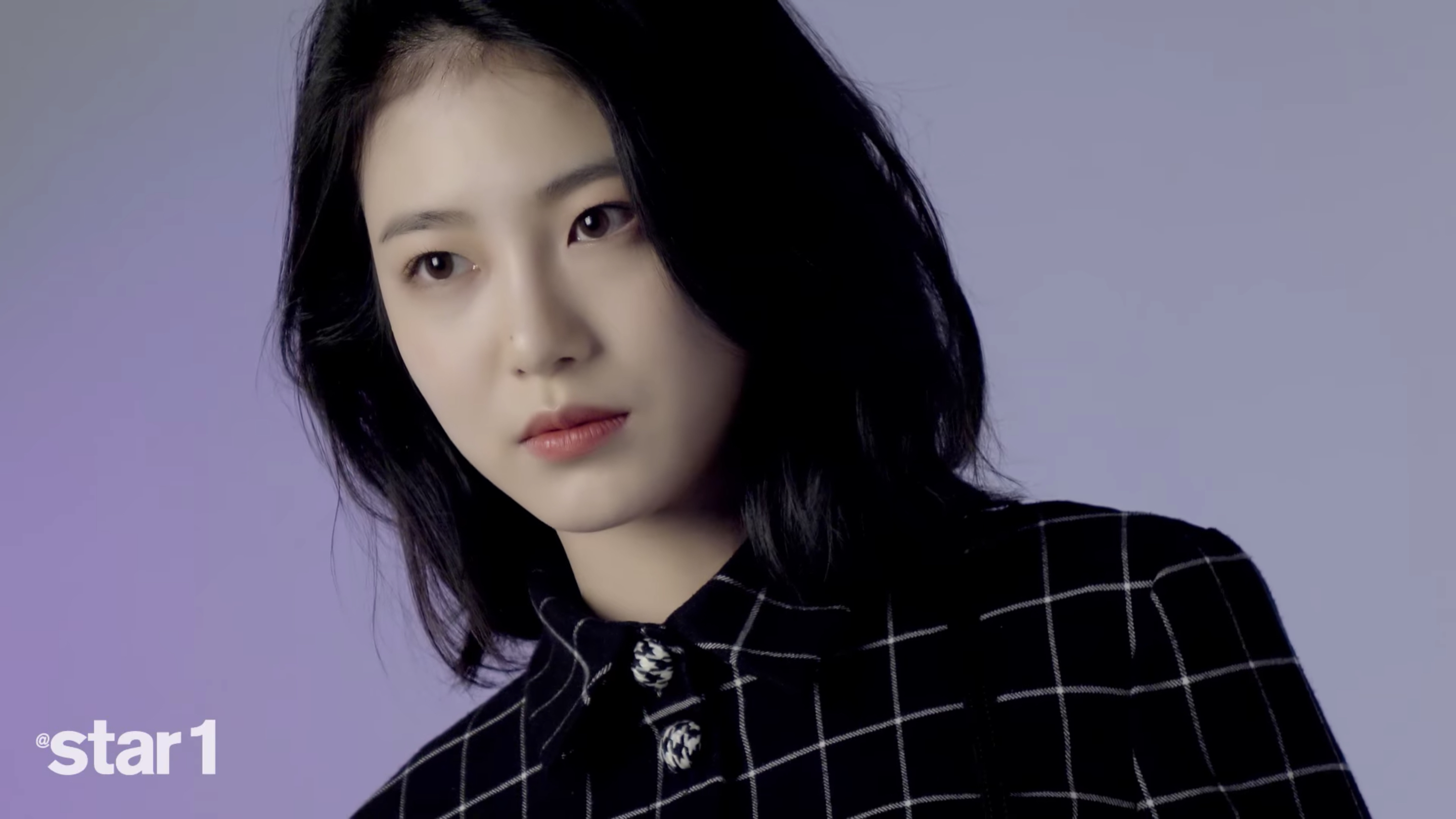

شین یه-اون بر روی کاور مجلهٔ کالج کره به نام «کالج تومارو ۸۴۰» در سال ۲۰۱۷ حضور پیدا کرد.
او در سال ۲۰۱۸، حرفهٔ بازیگری خود را با ایفای نقش در مجموعهٔ اینترنتی ای-تین آغازکرد. او همچنین در موزیک ویدئوی گروه دی‌سیکس به نام «Shoot Me» حضور پیدا کرد. در اوت ۲۰۱۸، او به کمپانی جی‌وای‌پی انترتینمنت پیوست.
در سال ۲۰۱۹، شین یه-اون نخستین نقش اصلی خود را در درام تلویزیونی فانتزی پسر روان‌سنج انجام داد که نقش مقابل او پارک جین-یونگ بود. او همچنین دوباره نقش دو هانا را در فصل دوم مجموعهٔ ای-تین تکرار کرد.

## فیلم‌شناسی

### فیلم
| سال | عنوان            | نقش    | توضیحات | منابع |
| --- | ---------------- | ------ | ------- | ----- |
| ن/م | راز غیرقابل بیان | این-هی |         | [ ۷ ] |

### مجموعه‌های تلویزیونی
| سال  | عنوان                               | نقش          | توضیحات       | منابع  |
| ---- | ----------------------------------- | ------------ | ------------- | ------ |
| ۲۰۱۹ | پسر روان‌سنج                         | یون جه-این   |               | [ ۸ ]  |
| ۲۰۲۰ | خوش آمدی                            | کیم سول-آه   |               |        |
| ۲۰۲۰ | فراتر از دوستان                     | کیونگ وو-یون |               | [ ۹ ]  |
| ۲۰۲۱ | درام ویژه – تأثیر یک شب بر خداحافظی | اوه جین      | درام تک قسمتی | [ ۱۰ ] |
| ۲۰۲۲ | سلول‌های یومی                        | یو دا-اون    | فصل ۲         | [ ۱۱ ] |
| ۲۰۲۳ | مهمانسرای رمانتیک مخفی              | یون دان اوه  |               | [ ۱۲ ] |
| ۲۰۲۴ | جونگ‌نیون: تولد ستاره                | هو یونگ سو   |               | [ ۱۳ ] |

### مجموعه‌های اینترنتی
| سال       | عنوان           | پلتفرم     | نقش                  | توضیحات               | منابع  |
| --------- | --------------- | ---------- | -------------------- | --------------------- | ------ |
| ۲۰۱۸      | ای-تین          | ناور تی‌وی  | دو هانا              |                       | [ ۳ ]  |
| ۲۰۱۹      | ای-تین ۲        | ناور تی‌وی  | دو هانا              |                       | [ ۶ ]  |
| ۲۰۲۲      | پلیس‌های تازه‌کار | دیزنی پلاس | جانگ سو-یون          | حضور افتخاری (قسمت ۱) | [ ۱۴ ] |
| ۲۰۲۲-۲۰۲۳ | افتخار          | نتفلیکس    | پارک یون-جین (جوانی) |                       | [ ۱۵ ] |

### برنامه‌های تلویزیونی
| سال       | عنوان       | شبکه    | نقش    | توضیحات                             | منابع |
| --------- | ----------- | ------- | ------ | ----------------------------------- | ----- |
| ۲۰۱۹–۲۰۲۰ | بانک موسیقی | کی‌بی‌اس۲ | میزبان | همراه چوی بو-مین (قسمت‌های ۹۸۶–۱۰۳۷) |       |

### میزبان
| سال  | عنوان               | شبکه    | توضیحات                 | منابع         |
| ---- | ------------------- | ------- | ----------------------- | ------------- |
| ۲۰۲۰ | جشنواره آهنگ کی‌بی‌اس | کی‌بی‌اس۲ | همراه چا اون-وو و یونهو | [ ۱۶ ] [ ۱۷ ] |

### حضور در موزیک ویدئوها
| سال  | نام ترانه                | آرتیست        | منابع  |
| ---- | ------------------------ | ------------- | ------ |
| ۲۰۱۸ | «Shoot Me»               | دی‌سیکس        | [ ۱۸ ] |
| ۲۰۱۹ | «Right» (با همکاری SOLE) | براون آید سول | [ ۱۹ ] |

### برنامه‌های رادیویی
| سال        | عنوان              | شبکه            | توضیحات               | منابع  |
| ---------- | ------------------ | --------------- | --------------------- | ------ |
| ۲۰۲۱–اکنون | ولوم آپ شین یه-اون | کی‌بی‌اس کول اف‌ام | ۱ نوامبر ۲۰۲۱ – اکنون | [ ۲۰ ] |

## سفیر تبلیغاتی
| سال  | حرفه                                         | منابع  |
| ---- | -------------------------------------------- | ------ |
| ۲۰۱۹ | بیست و یکمین فستیوال انیمیشن بین‌المللی بوچون | [ ۲۱ ] |

## ترانه‌شناسی
| عنوان                                                                 | سال                   | بالاترین موقعیت جدول  | آلبوم                      |                       |                       |
| عنوان                                                                 | سال                   | کره جنوبی             | آلبوم                      |                       |                       |
| به عنوان آرتیست همکار                                                 | به عنوان آرتیست همکار | به عنوان آرتیست همکار | به عنوان آرتیست همکار      | به عنوان آرتیست همکار | به عنوان آرتیست همکار |
| --------------------------------------------------------------------- | --------------------- | --------------------- | -------------------------- | --------------------- | --------------------- |
| «لا رز» (La Rose; 불면) (یونهو با همکاری شین یه-اون)                  | ۲۰۲۱                  | —                     | نوآر (Noir)                |                       |                       |
| حضورهای ساندترک                                                       |                       |                       |                            |                       |                       |
| «شهاب» (Shooting Star; 별똥별)                                        | ۲۰۲۰                  | —                     | اواس‌تی پارت ۱۲ از خوش آمدی |                       |                       |
| «—» بیانگر ضبط شده‌ای است که در قلمروی آن جدول نبوده یا منتشر نشده‌است. |                       |                       |                            |                       |                       |

## جوایز و نامزدی‌ها
| سال  | جوایز                      | دسته                                                   | اثر نامزد شده            | نتیجه    | منابع  |
| ---- | -------------------------- | ------------------------------------------------------ | ------------------------ | -------- | ------ |
| ۲۰۱۹ | جوایز برند سال             | ستاره در حال رشد                                       | —                        | برنده    | [ ۲۲ ] |
| ۲۰۱۹ | دوازدهمین جوایز درامای کره | جایزه ستاره سال                                        | پسر روانسنج              | برنده    | [ ۲۳ ] |
| ۲۰۱۹ | جوایز سرگرمی کی‌بی‌اس        | جایزه بهترین زوج (همراه چوی بو-مین)                    | بانک موسیقی              | برنده    | [ ۲۴ ] |
| ۲۰۱۹ | جوایز سرگرمی کی‌بی‌اس        | جایزه تازه‌کار                                          | بانک موسیقی              | نامزدشده |        |
| ۲۰۲۰ | پانزدهمین فستیوال مدل آسیا | تازه‌کار سال                                            | —                        | برنده    | [ ۲۵ ] |
| ۲۰۲۰ | جوایز درامای کی‌بی‌اس        | بهترین بازیگر تازه‌کار زن                               | خوش آمدی                 | برنده    | [ ۲۶ ] |
| ۲۰۲۱ | جوایز درامای کی‌بی‌اس        | بهترین بازیگر نقش اول زن در درام ویژه/سینمای تلویزیونی | درام ویژه – لحظهٔ عاشقانه | نامزدشده | [ ۲۷ ] |